# Bibliofilie

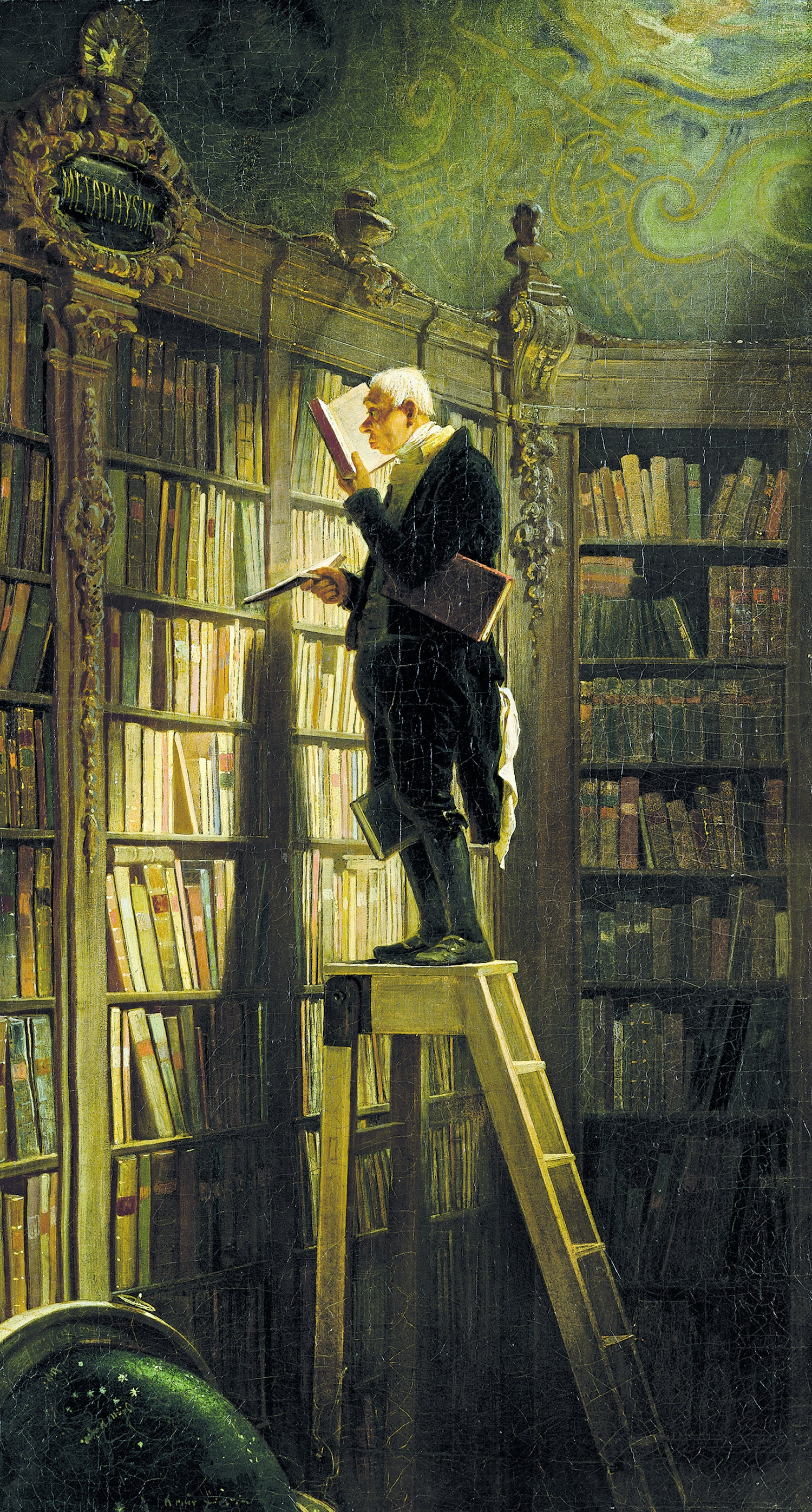
De Boekenwurm van Carl Spitzweg.

Bibliofilie is het verzamelen van boeken, niet alleen omwille van de inhoud, maar ook vanwege de uiterlijke kenmerken.

## Verzamelaars
Een bibliofiel houdt van lezen maar is vooral geïnteresseerd in het boek als ding, vanwege de aantrekkelijkheid of zeldzaamheid. Het gaat om een verzamelaar die een collectie opbouwt die er mooi uitziet. Iemand die alle boeken van één schrijver in huis heeft is daarom nog geen bibliofiel. Sommigen verzamelen wiegendrukken, eerste drukken al dan niet gesigneerd of voorzien van een opdracht door de schrijver; andere richten zich op boekenweekgeschenken of het fonds van een bibliofiele uitgever.
Bekende bibliofielen waren onder anderen René Radermacher Schorer, M.B.B. Nijkerk, Carel Gerard Hultman en de uitgevers Johan Polak en Hendrik Palier.
Sinds 1991 bestaat het Nederlands Genootschap van Bibliofielen (NGB), dat zich bezig houdt met het bevorderen van de liefde voor en de kennis van het boek in het Nederlandse cultuurgebied (dat ook Vlaanderen kan omvatten).
De Vereniging van Antwerpse Bibliofielen (VABib), opgericht in 1877, is een breed en actief netwerk voor verzamelaars, wetenschappers, handelaars, uitgevers en anderen met een passie voor gedrukte en handgeschreven objecten.
In Den Haag is het Huis van het Boek gevestigd, vroeger Museum Meermanno, daarvoor Meermanno-Westreenianum geheten, naar Johan Meerman (1751-1815) en W.H.J. baron van Westreenen van Tiellandt (1783-1848). Het richt zich op het geschreven en gedrukte boek in al zijn vormen, in heden en verleden.

## Schoonheid en aandacht
Een bibliofiele uitgave is een uitgave die speciaal interessant is voor bibliofielen. Het zijn meestal boeken of kleinere drukwerken die met zorg en in een beperkte, soms per exemplaar genummerde oplage worden uitgegeven. Vaak komt daar een drukker aan te pas die een typografische opleiding heeft gehad en over een handboekdrukpers als bijvoorbeeld een degel beschikt. De boeken worden geacht zich te onderscheiden door hun schoonheid en de aandacht waarmee de tekst verzorgd en gedrukt wordt. Uitgevers hebben daarvoor veel mogelijkheden: het gebruikte papier voor het binnenwerk en de omslag, de gebruikte lettertypes, illustraties, het formaat en de gekozen bindwijze, alles draagt bij aan het bibliofiele uiterlijk. De oplages zijn meestal niet groter dan enkele tientallen, hoogstens 100-250 exemplaren.

## Bibliofiele drukkers, uitgevers en uitgaven in Nederland
In Nederland worden regelmatig bibliofiele uitgaven van boeken uitgegeven, dat wil zeggen boeken (en soms boekenseries) met extra veel aandacht voor de vormgeving, vaak met de hand gezet en gedrukt in een gelimiteerde oplage. Soms worden de uitgaven gerealiseerd door bibliofiele uitgevers, soms door algemene uitgevers die een (reeks van) bijzonder vormgegeven boek(en) uitbrengen. De eerste en een van de beroemdste bibliofiele reeksen, uitgebracht in het begin van de twintigste eeuw, is De Zilverdistel van onder anderen PTT-directeur Jean François van Royen, die werd gevolgd door Prae-Palladium, de Palladium-reeks, en vervolgens door een hele 'waterval' van bibliofiele reeksen geïnitieerd door A.A.M. Stols en Charles Nypels. 
Daarnaast was er het Het model voor den uitgever, (1936-1970). Uitgegeven door papiergroothandel Corvey te Amsterdam, 157 kleine boekjes vormgegeven door Johan H. van Eikeren. Alles om het beschikbare papier bij Corvey te promoten.
Gedurende de jaren dertig nam de belangstelling voor bibliofilie wat af. Maar in de Tweede Wereldoorlog waren er paradoxaal genoeg weer volop drukkers en uitgevers die fraai drukwerk wilden maken, waarin vaak een element van verzet te vinden is: de clandestiene of illegale uitgevers.
In 1945 werd in Utrecht een uitgeverij voor 'bibliofiele' boeken opgericht, de Stichting De Roos, die verzorgde boeken in een constante oplage van 175 genummerde exemplaren uitgeeft.

## Drukwerk in de marge
Margedrukkers vinden elkaar sinds 1975 in de Stichting Drukwerk in de Marge. Deze drukkers hebben een passie voor het met de hand vervaardigen van boeken en weten zich omringd door een kring van fans. Bekende Nederlandse drukkers van bibliofiele boeken van de laatste 25 jaar zijn onder meer Ger Kleis (Sub Signo Libelli), Ben Hosman (Regulierenpers) en Jan Keijser (Avalon Pers).